# Karl Otto Götz
Karl Otto Götz (ur. 22 lutego 1914 w Akwizgranie, zm. 19 sierpnia 2017 w Niederbreitbach) – niemiecki malarz.

## Zarys biografii

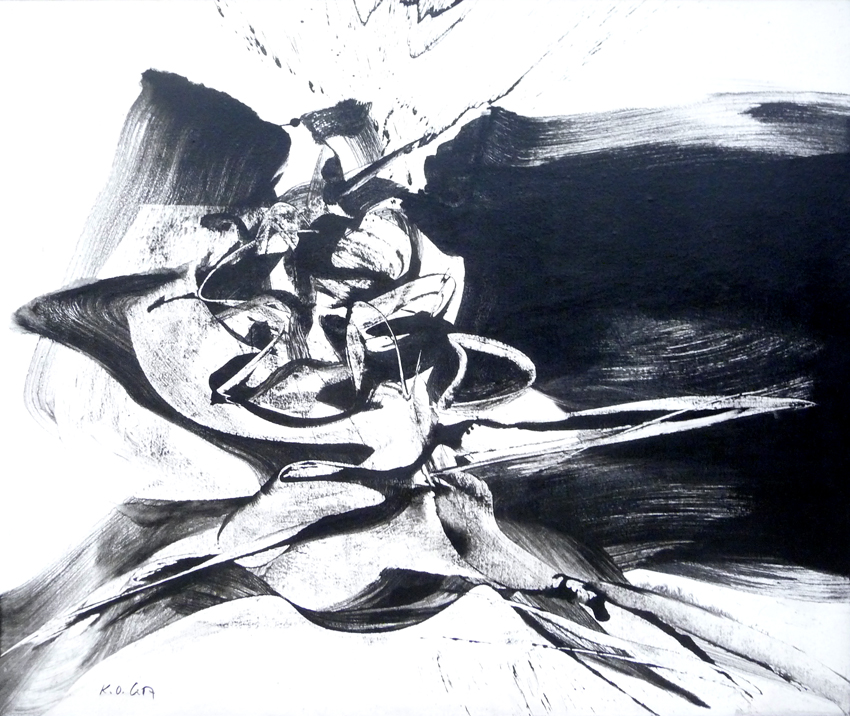
Praca K. O. Götza pt. Riemu, 1968

Studiował w Akwizgranie w Werkkunstschule w latach 1931–1934. Początkowo tworzył w duchu kubizmu i idei Bauhausu. Zajmował się również fotomontażem i realizował awangardowe filmy.
W 1948 założył pismo „Meta”, a w 1949 nawiązał kontakt z grupą „Cobra” i brał udział w wystawach artystów z tego środowiska. W 1950 dołączył do grupy „Quadriga”, która zapoczątkowała w Niemczech sztukę informel, a Götz stał się najwybitniejszym przedstawicielem tzw. malarstwa gestu w kraju. Obrazy wzbogacał efektami fakturowymi, uzyskiwał je za pomocą kauczukowego drapaka, który pozostawiał ślady na grubo nałożonej warstwie farby.
W 1959 zaczął wykładać w Kunstakademie w Düsseldorfie, gdzie znalazł wielu naśladowców swojej sztuki.